# Bezirk Kassel
Der Bezirk Kassel war zwischen 1848 und 1851 ein Bezirk, also Teil der mittleren Verwaltungsebene im Kurfürstentum Hessen mit Sitz in Kassel.

## Geschichte
Mit dem „Gesetz, die Bildung neuer Verwaltungsbezirke und die Einführung von Bezirksräten betreffend“ vom 31. Oktober 1848 und der entsprechende Verordnung vom 22. Dezember 1848, die zum 1. Februar 1849 wirksam wurden, wurden die bisherigen vier Provinzen aufgelöst und neun Bezirke eingerichtet. Aus der bisherigen Provinz Niederhessen wurden mehrere Bezirke, darunter der Bezirk Kassel gebildet. Diese Änderung war eine Folge der Märzrevolution.
Die neue Verwaltungsstruktur wurde bereits nach kurzer Zeit aufgelöst, nachdem sich die Reaktion durchgesetzt hatte. Mit der Verordnung und dem „provisorischen“ „Gesetz, die Umbildung der inneren Landesverwaltung und die Vollziehungsgewalt der Verwaltungsbehörden sowie der Bezirksräte betreffend“,  vom 7. Juli 1851 wurde die alte Ordnung wieder hergestellt.

## Gebiet und Verwaltung
Der Bezirk setzte sich aus den Verwaltungsämtern Hofgeismar, Kassel und Wolfhagen zusammen. Diese Verwaltungsämter entsprachen den bisherigen Kreisen gleichen Namens. Damit umfasste der Bezirk Marburg die Gerichtsbezirke folgender Gerichte:
- Justizamt Kassel
- Justizamt Hofgeismar
- Justizamt Karlshafen
- Justizamt Grebenstein
- Justizamt Sababurg
- Justizamt Wolfhagen
- Justizamt Volkmarsen
- Justizamt Zierenberg

Das Justizamt Naumburg war im Rahmen der Verwaltungsreform vom Landkreis Wolfhagen an den Kreis Fritzlar übertragen worden. Das Justizamt Grebenstein wurde hingegen vom Kreis Hofgeismar an den Kreis Wolfhagen übertragen. Auch diese Änderung wurde 1851 rückgängig gemacht.
An der Spitze der Bezirksverwaltung stand ein Bezirksdirektor:
- 1848–1850: Eduard Wilhelm Sezekorn
- (1850)1851: Heinrich Wachs